# Ted Ranken
Thomas „Ted” Ranken (ur. 18 maja 1875 w Edynburgu, zm. 27 kwietnia 1950 tamże) – brytyjski strzelec, trzykrotny wicemistrz olimpijski w strzelectwie z 1908 roku.
Na igrzyskach w Paryżu w 1924 zajął 22. miejsca w strzelaniu do sylwetki biegnącego jelenia w rundach pojedynczej i podwójnej.